# 12919 Tomjohnson
12919 Tomjohnson eller 1998 VB6 är en asteroid i huvudbältet som upptäcktes den 11 november 1998 av Catalina Sky Survey projektet. Den är uppkallad efter Thomas J. Johnson.
Asteroiden har en diameter på ungefär 5 kilometer.